# Diatenes aglossoides
Diatenes aglossoides är en fjärilsart som beskrevs av Achille Guenée 1852. Diatenes aglossoides ingår i släktet Diatenes och familjen nattflyn. Inga underarter finns listade i Catalogue of Life.

## Bildgalleri

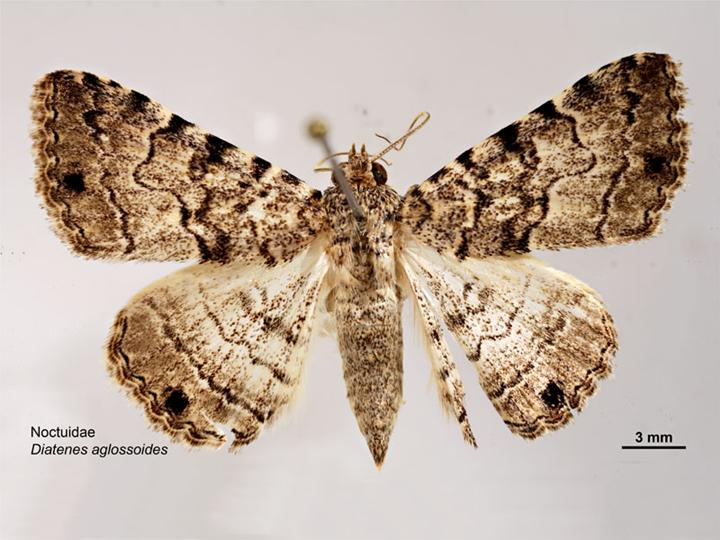
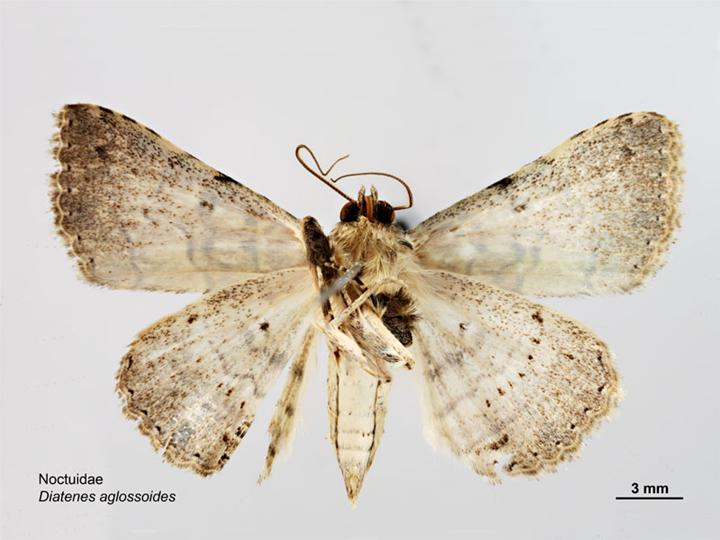